# Galiteuthis phyllura
Espèce
Statut de conservation UICN

 LC  : Préoccupation mineure
Le calmar cacatoès (Galiteuthis phyllura) est une espèce de calmar de verre, sans doute le plus grand de son genre.
En 1984, le chalutier russe Novoulianovsk a pêché les restes d'un spécimen gigantesque de calmar cacatoès à une profondeur de 1000 - 1300 m dans la mer d'Okhotsk. Sur la base de ce spécimen, qui se composait de bras mesurant 40 cm et de tentacules d'une longueur de 115 cm, le biologiste marin Kir Nesis (en) a estimé la longueur du manteau à 265 - 275 cm et la longueur totale à plus de 4 m. Cela en ferait le deuxième plus grand calmar en termes de longueur du manteau, juste après le calmar colossal et devant le calmar géant. Toutefois, Nesis a ajouté qu'en raison de son fuselage étroit, sa masse serait forcément plus faible que celle des autres grands calmars.
Le calmar cacatoès est un cas de gigantisme abyssal.
Le spécimen type de calmar cacatoès a été recueilli dans la baie de Monterey, en Californie, et est conservé dans le Musée national d'histoire naturelle.